# 拉塞尔-普拉代尔
拉塞尔-普拉代尔（法語：Lasserre-Pradère，法語發音：[lasɛʁ pʁadɛʁ]）是法国上加龙省的一个市镇，属于图卢兹区。该市镇于2018年由原市镇拉塞尔和普拉代尔-莱布尔盖合并而成，行政中心位于拉塞尔。

## 地理
拉塞尔-普拉代尔（43°38'23"N, 1°10'10"E）面积14.4 平方千米，位于法国奧克西塔尼大區上加龙省，该省份为法国西南部内陆省份，西南端与西班牙接壤，自此顺时针与上比利牛斯省、热尔省、塔恩-加龙省、塔恩省、奥德省和阿列日省接壤。
与拉塞尔-普拉代尔接壤的市镇（或旧市镇、城区）包括：勒卡斯泰拉、莱维尼亚克、皮布拉克、布拉克斯、莱格万、梅朗维耶尔、塞古菲耶勒、圣利夫拉德。
拉塞尔-普拉代尔的时区为UTC+01:00、UTC+02:00（夏令时）。

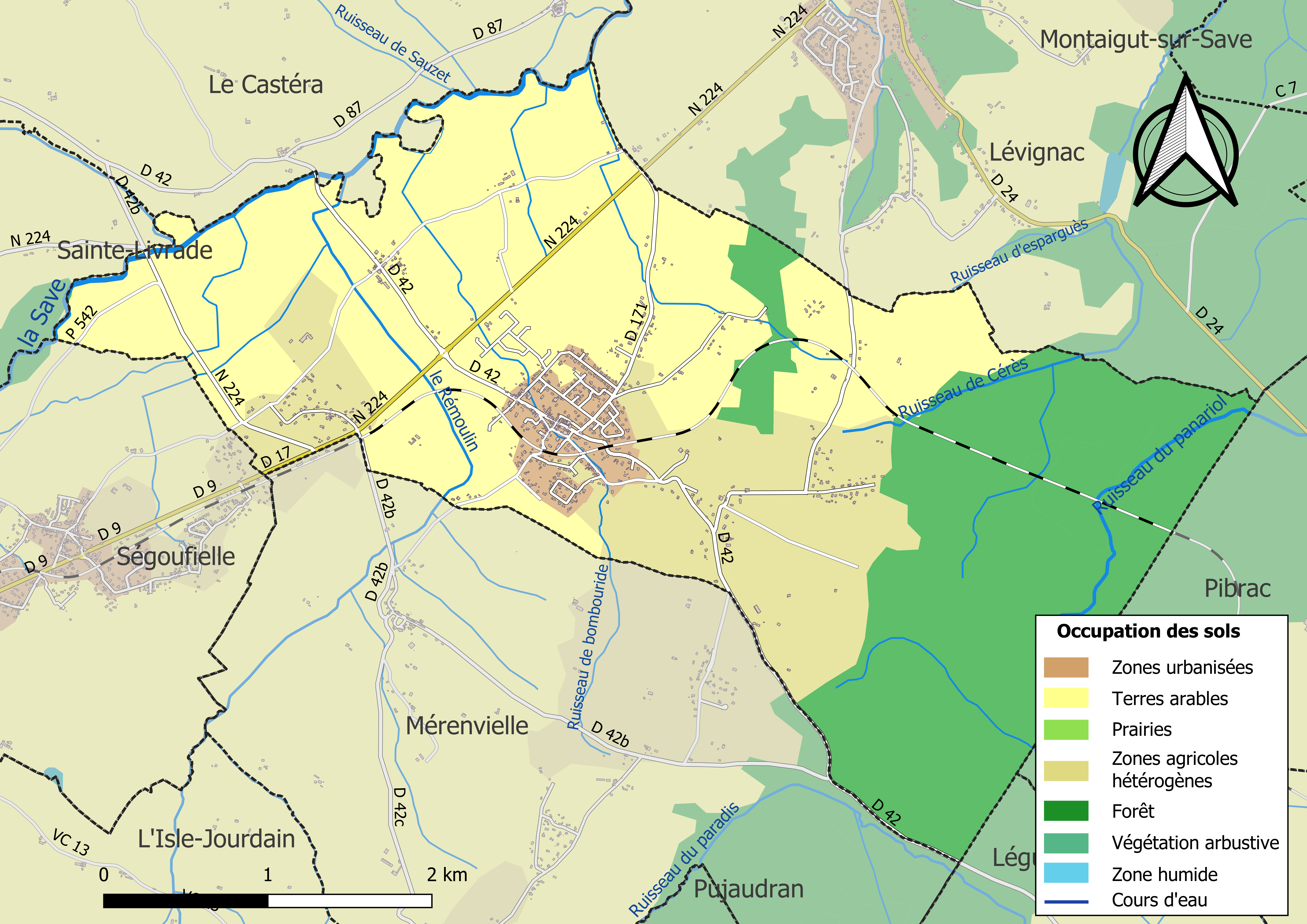
拉塞尔-普拉代尔的OSM定位图

## 行政
拉塞尔-普拉代尔的邮政编码为31530，INSEE市镇编码为31277。

## 政治
拉塞尔-普拉代尔所属的省级选区为莱格万县。

## 人口
拉塞尔-普拉代尔于2022年1月1日时的人口数量为1590人。